# Нейком, Сигизмунд фон
Зигизмунд фон Нойком (иногда также Нейком, нем. Sigismund von Neukomm; 10 июля 1778 — 3 апреля 1858) — австрийский композитор, пианист, музыкальный критик и дирижёр. Один из крупнейших органистов своего времени.

## Биография
Родился 10 июля 1778 года в Зальцбурге. Музыке обучался в Вене под руководством Михаэля и Йозефа Гайднов, учился игре на органе у Ф. К. Вейссауэра. В возрасте 14 лет работал органистом в Зальцбурге. С 1806 года был концертмейстером придворного театра. Был близким другом Йозефа Гайдна.
Много путешествовал, в 1804—1808 годах жил в России, был капельмейстером немецкого театра в Санкт-Петербурге. Весной 1805 года жил в Москве у Шейнсберга, тогда как певец Мускети хлопотал об устройстве его капельмейстером в частные оркестры Н. А. Дурасова или В. А. Всеволожского. В 1806 году отправился в Стокгольм, где получил звание члена Академии. В 1808 году вернулся в Вену, в 1810 году по совету Гёте, который ему протектировал, переехал в Париж, где стал пианистом у Шарля Мориса де Талейрана, которого сопровождал в Вену. Сочинил реквием в память Людовика XVI. Получил от Людовика XVIII патент на дворянство. В 1816—1821 годах находился в Рио-де-Жанейро с дипломатической миссией герцога Люксембургского и был придворным капельмейстером короля Бразилии Педру I. Именно там фон Нейком вплотную занялся реконструкцией реквиема Моцарта на основе автографов композитора и имевшихся у него набросков Зюссмайера и Эйблера.
После Португальской революции 1820 года Нейком уехал в Лиссабон, снова поступил на службу к Талейрану и побывал в Италии (1826), Бельгии и Голландии (1827), Англии (1830) Италии (1833), Алжире (1834). В Париже был музыкальным критиком журнала Revue et Gazette musicale de Paris.
Нейком был разносторонним человеком, общался с такими музыкантами, как Пьер Монсиньи, Франсуа-Жозеф Госсек, Андре Гретри, Луиджи Керубини, Феликс Мендельсон, сам приобрёл известность.
Краткая  автобиография Нейкома (Esquisse biographique de Sigizmund Neukomm) была впервые опубликована в 1858—1859 годах.
Скончался 3 апреля 1858 года в Париже.

## Творчество
Нейком был эпигоном классической венской школы с умеренными чертами романтизм. Написал более 1000 произведений, в том числе: 10 опер, 9 ораторий, 15 месс, 5 духовных кантат, 7 фантазий для оркестра, 1 симфонию, 5 увертюр, 20 камерных ансамблей, 57 органных пьес, 200 песен и дуэтов на немецком, французском, итальянском, английском и русском языках, 34 псалма для одного голоса и 30 псалмов для нескольких голосов, для фортепиано: концерт, 10 сонат и каприсов, 9 вариационных пьес, фантазии, хоры к «Фаусту» Гёте. Произведения Нейкома оказались недолговечными.
Сохранилась оратория Йозефа Гайдна «Возвращение Товия» в его редакции. Также реконструировал реквиема Моцарта на основе автографов композитора и имевшихся у него набросков Зюссмайера и Эйблера. При работе фон Нейком не имел многих частей моцартовского оригинала, которые были найдены лишь в 1838 году. Он бережно сохранил части и темы, которые не были как следует разработаны и впоследствии отброшены Зюссмайером, а возможно, и самим Моцартом, создав оригинальную оркестровку произведения, которая соответствовала требованиям того времени.